# Музей горских евреев
Музей горских евреев — музей в городе Губа, Азербайджан, посвящённый горским евреям. Открытый в 2020 году, он расположен в синагоге Карчоги XIX века. Это первый и единственный в мире музей, посвящённый горским евреям.

## История
Музей расположен в синагоге Карчог XIX века в Красной Слободе. После советской оккупации синагога была закрыта. Здесь располагался склад сельскохозяйственной продукции. После распада Советского Союза синагога осталась пустой. Простояв много лет, она пришла в упадок. Позже здесь были проведены крупные реставрационные работы. Здание имеет высоту помещения более 5 метров и квадратную форму. К большей части здания был пристроен второй этаж, чтобы разместить больше экспонатов. В подвале здания были сделаны конференц-зал, библиотека и комната для резервных экспонатов.

## Основание музея
Идея создания Музея горских евреев возникла в 2017 году. Для административного здания музея была выбрана синагога Карчог, которая долгие годы была заброшена. Старая синагога была восстановлена. Строительство музея поддержали российские бизнесмены Год Нисанов, Зарах Илиев, Герман Захарьяев. Кроме того, фонд «СТМЭГИ» взял на себя ответственность за обеспечение музея экспонатами. Этот фонд является крупнейшей организацией, объединяющей горских евреев в мире. Во время подготовки музея фонд призвал диаспору и общины найти древние артефакты.

## Выставки
Здесь представлены экспонаты по традициям, общей истории, занятиям, истории горских евреев, проживающих в Красной Слободе. Есть уголок с именами раввинов, работавших на Кавказе в этот период, а также уголок, посвященный Национальному герою Азербайджана Альберту Агарунову. В углу, посвященном Альберту Агарунову, находится его медаль.

## Галерея

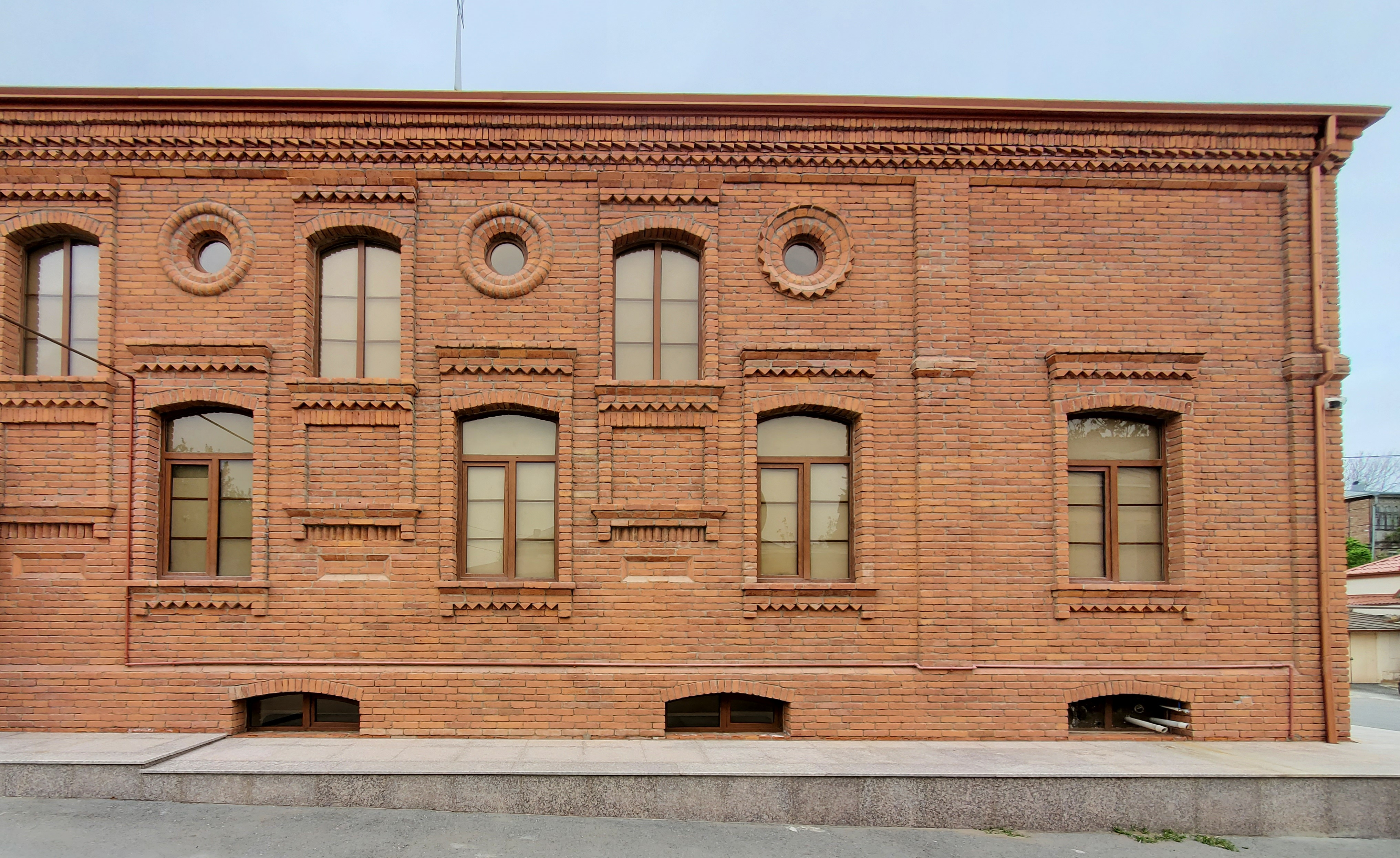
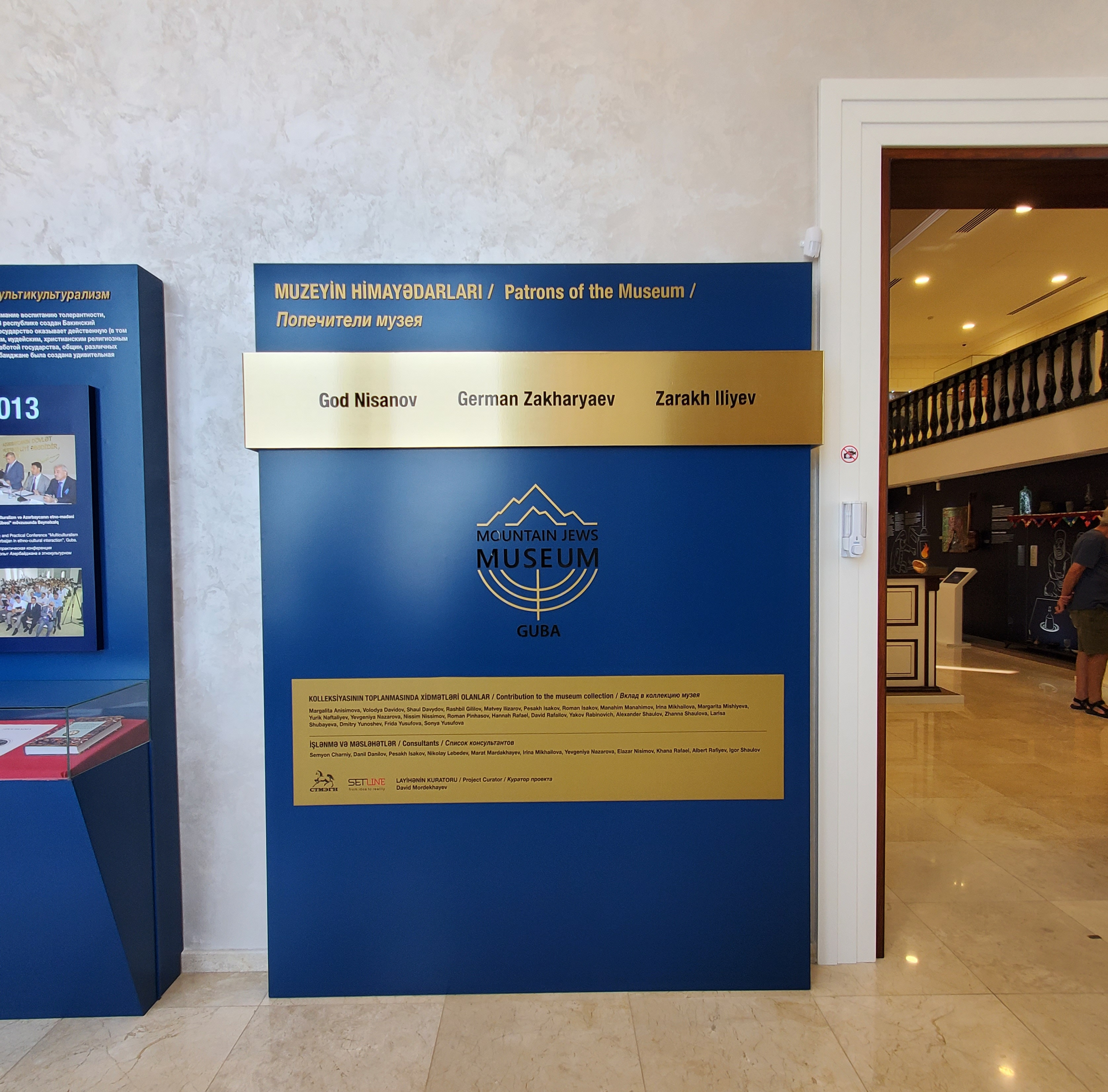
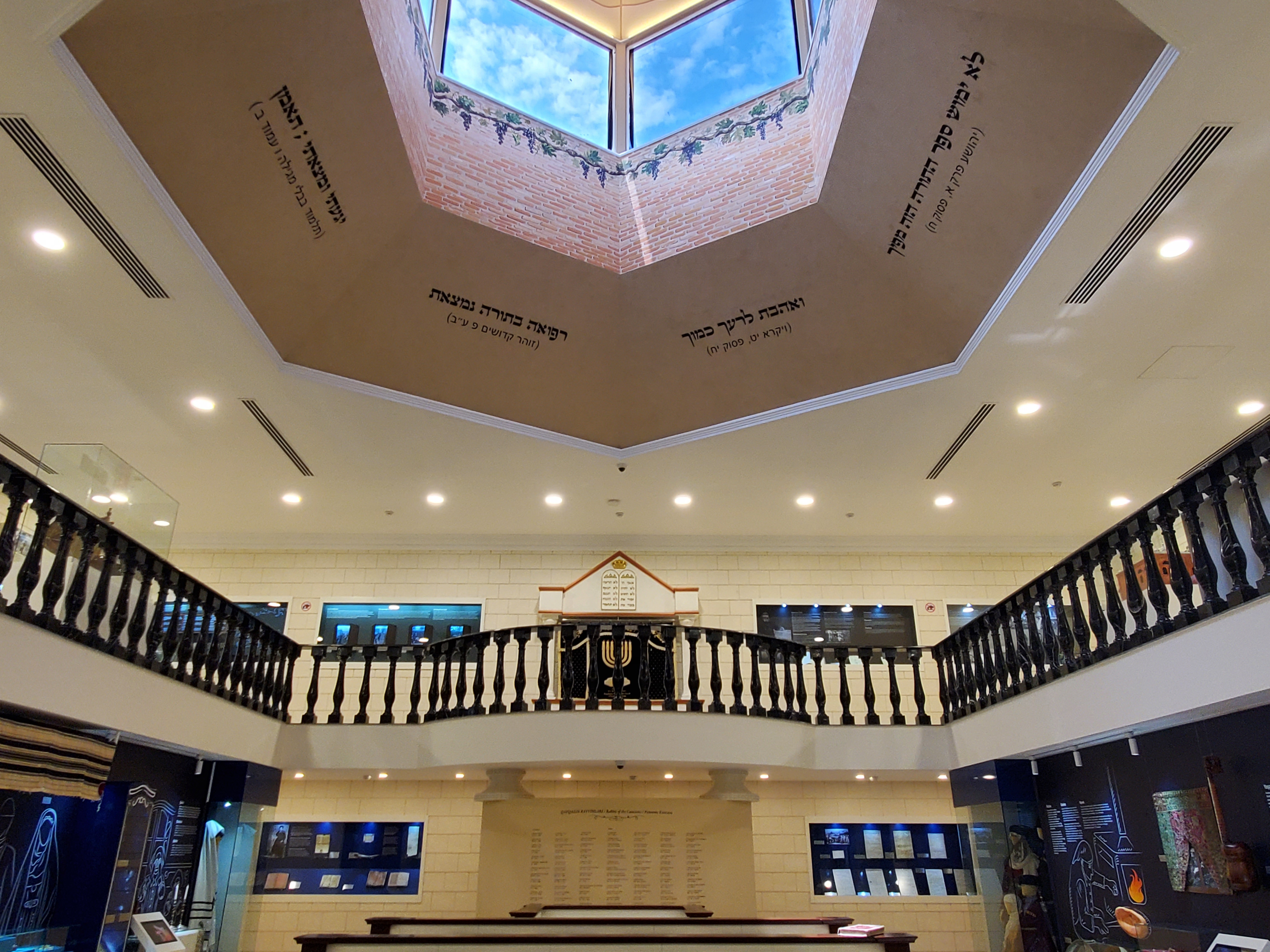
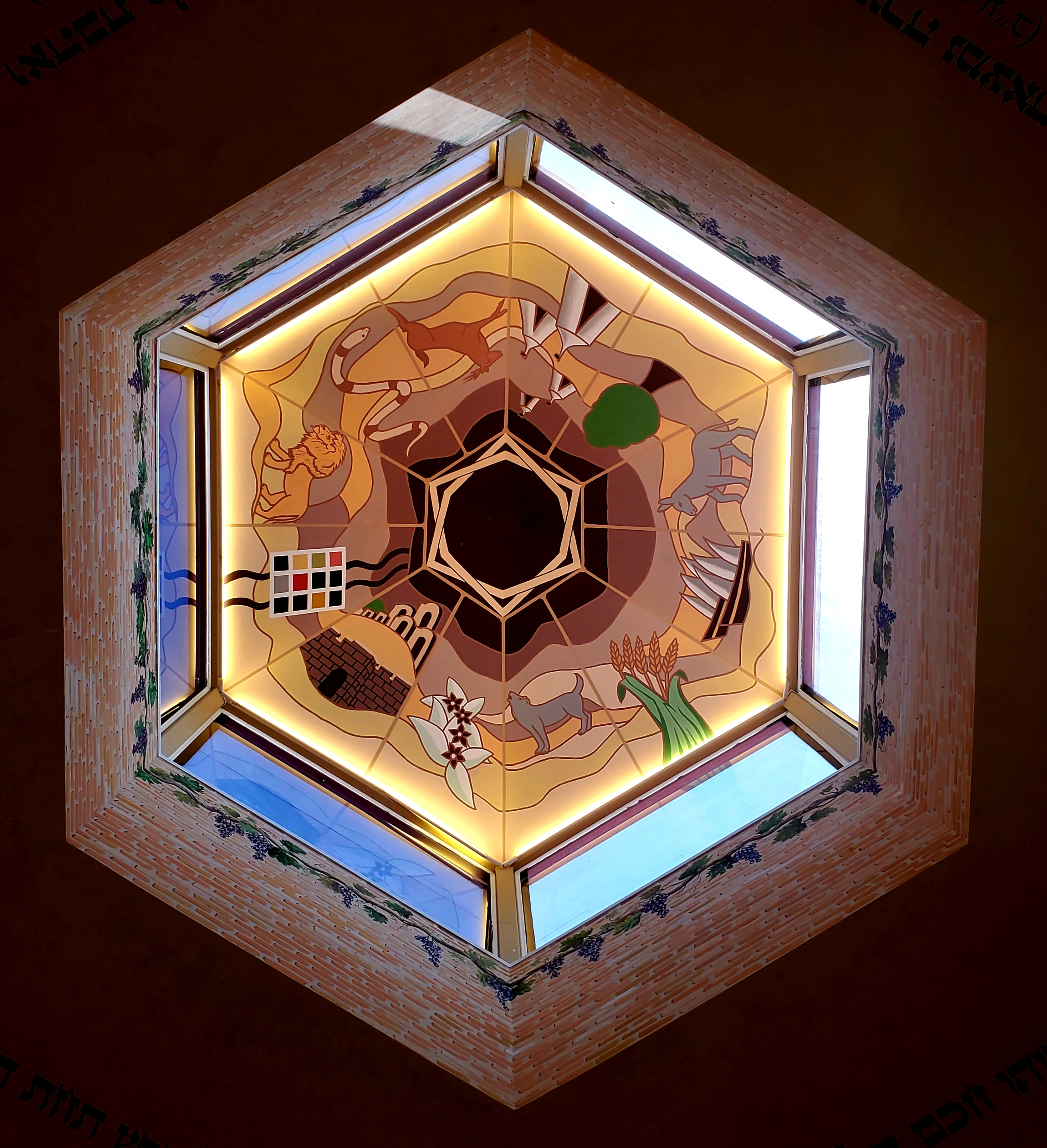
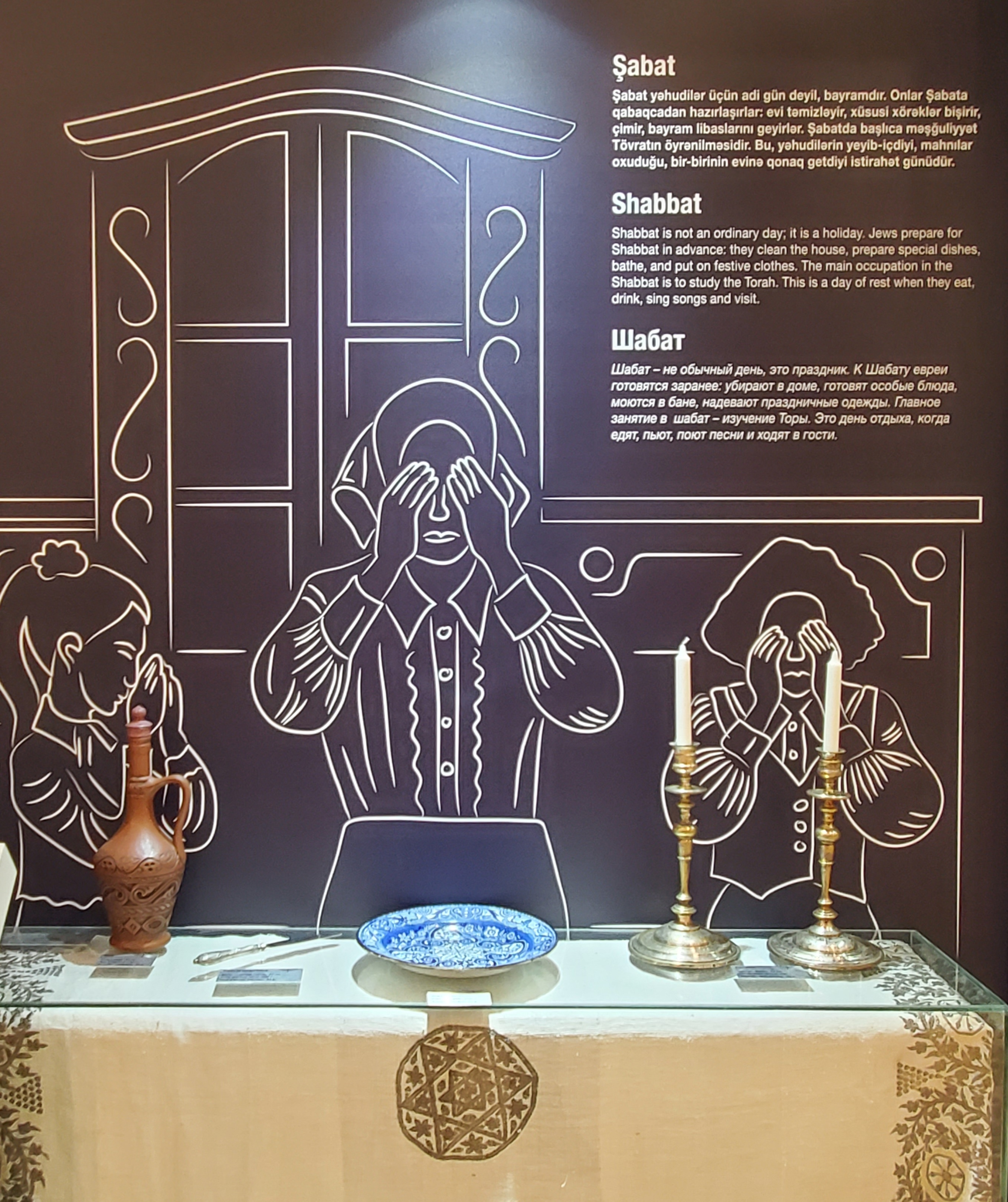
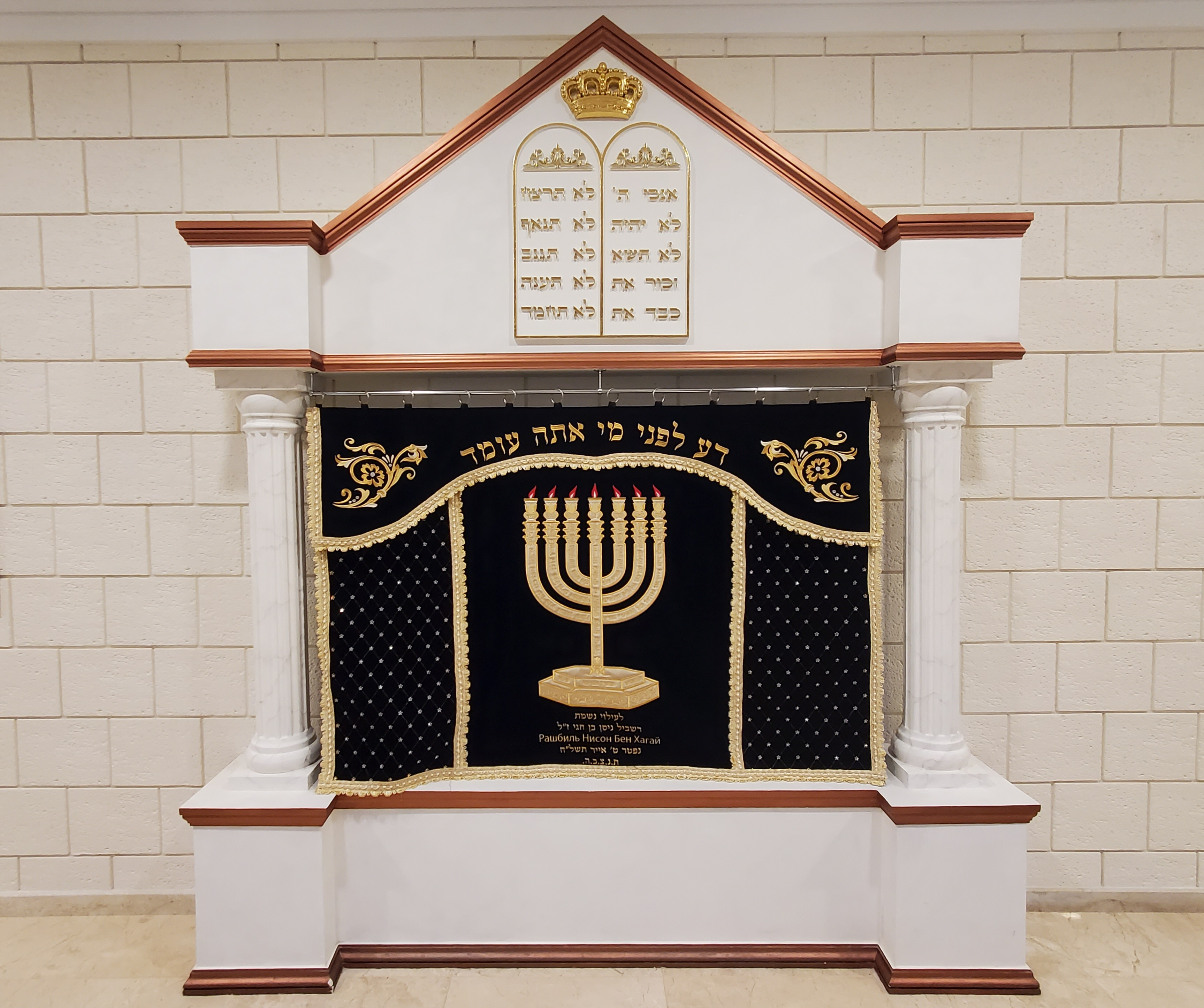
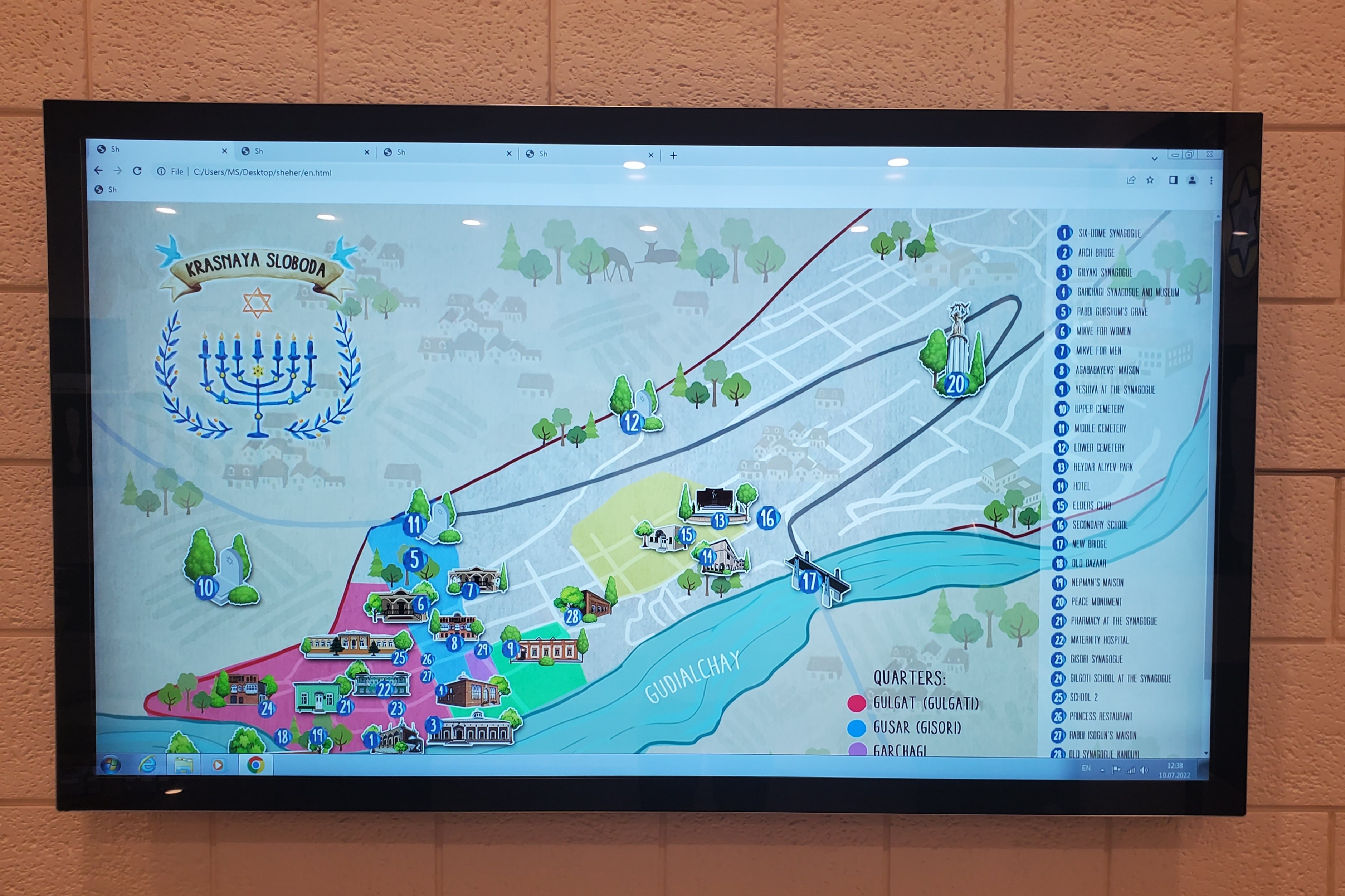